# Dolní Lhota, Ostrava-město
Dolní Lhota là một làng thuộc huyện Ostrava-město, vùng Moravskoslezský, Cộng hòa Séc.